# Охрид (село)
 Тази статия е за селото в България.  За града в Република Северна Македония вижте Охрид.  
О̀хрид село в Северозападна България. То се намира в община Бойчиновци, област Монтана.

## География
Селото се намира на 4 км от гара Бойчиновци до жп линията Видин – София. Къщите са разположени по двата бряга на р. Ботуня. Над него се извисява планина Пъстрина.

## История
Според историците на място на селото е имало живот още по време на траките. По римско през него минавал оживен път от Лом и Оряхово за Враца.
През 1861 г. в селото е издигната черквата „Свети Димитър“. След Освобождението селяните надградили вкопаната в земята черква и тя се извисила с каменните си стени над къщите. За да се знае кога се задава празник, селяните поръчали да им отлеят камбана чак в Грузия. Бронзовият „звон“ бил доставен с кораб по Дунав до пристанището в Лом и оттам с каруца пристигнал в селото. Легенда разказва, че камбаната всъщност била отлята за македонския град Охрид, но погрешка я изпратили в село Охрид. Тя се опровергава от факта, че на камбаната има отлят надпис „Село Охрид“. Камбаната се е пукнала и е свалена, като вече е само ценен експонат. На нейно място е поставена нова камбана, поръчана от Емил Живков.

## Религии
Християнство. Православни християни. Църквата в селото се нарича „Свети Димитър“ и строена през 1867 г. от дялан камък.

## Икономика
В Охрид е разположено земеделско стопанство на Врачанския затвор.

## Редовни събития
- Събор на селото.

## Други
В селото често има обилни валежи заради близостта на Стара планина.